# Ricardo Bofill
Ricardo Bofill i Leví (Barcelona, 5 december 1939 – aldaar, 14 januari 2022) was een Spaans architect.

## Loopbaan
Hij studeerde aan de Escola Superior d'Arquitectura in Barcelona. Later studeerde hij aan de École d'Architecture te Genève. Bekendheid verwerft hij met zijn architectenbureau Taller de Arquitectura (= Architectuuratelier) waarvan het hoofdkantoor gevestigd is in een oude cementfabriek aan de rand van Barcelona. De transformatie van die oude fabriek werd in 1980 bekroond met de Premi Ciutat de Barcelona (Prijs van de Stad Barcelona).
Bofill wordt gezien als een architect van het postmodernisme. Hij koos vaak voor een contextgevoelige aanpak. Hij gebruikte een ter plekke bestaande vormentaal en maakte daar vervolgens een variatie op.
In België is Bofill vooral bekend vanwege zijn ontwerp voor het hoofdkantoor van de Society for Worldwide Interbank Financial Telecommunication (SWIFT) in Terhulpen (1985-1989). In Nederland maakte hij het ontwerp voor het Burgemeester De Monchyplein in Den Haag (1997-2004). Eerder, in de jaren tachtig, mislukte zijn plan om in het oudste deel van Amsterdam een wolkenkrabber-achtige toren te bouwen ("de piel van Bofill").
Ricardo Bofill overleed begin 2022 op 82-jarige leeftijd.

## Projecten (selectie)
- 1970-1975: Walden 7, Barcelona
- 1974-1978: Santuari del Meritxell, Andorra
- 1972-1982: Les Arcades du Lac, Saint-Quentin-en-Yvelines
- 1978-1983: Les Espaces d'Abraxas, Noisy-le-Grand
- 1979-1985: Les Echelles du Baroque, 14e arrondissement, Parijs
- 1983-2000: de wijk Antigone, Montpellier
- 1985-1989: hoofdkantoor SWIFT, Terhulpen, België
- 1993: Torre Suecia, Madrid
- 1996: Teatre Nacional de Catalunya, Barcelona
- 1997-2004: Burgemeester De Monchyplein, Den Haag

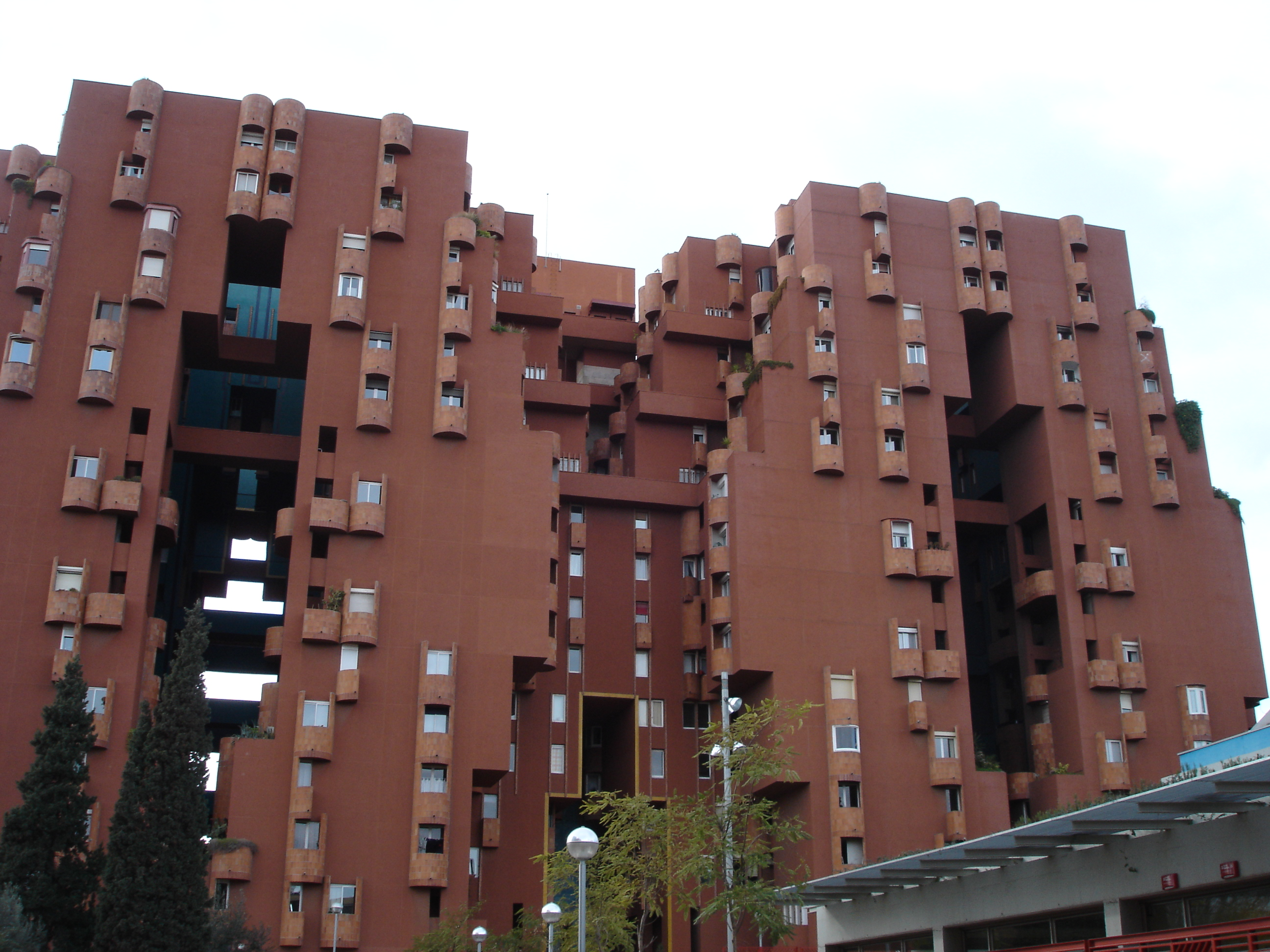
Walden 7, Barcelona
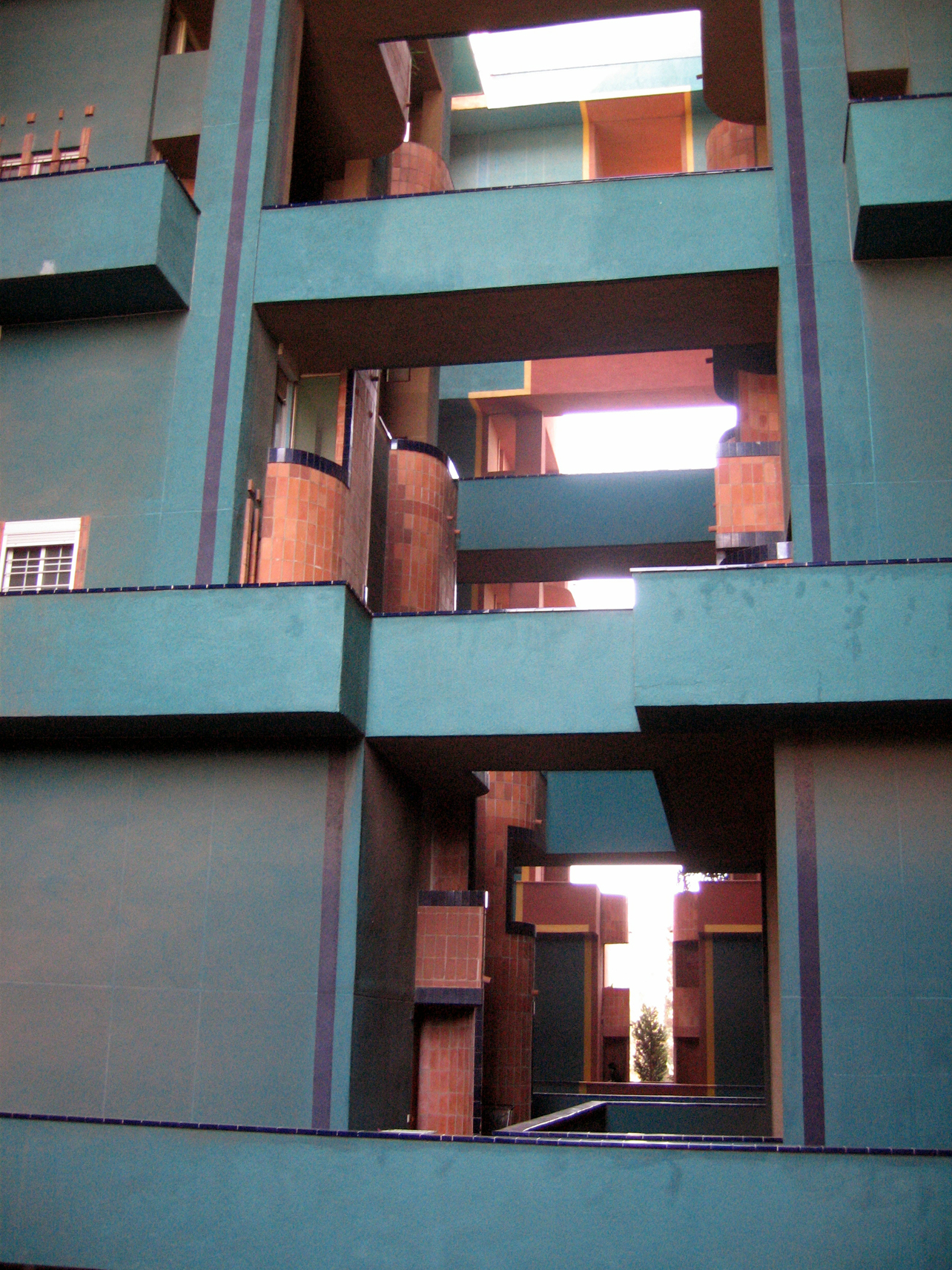
Interieur Walden 7
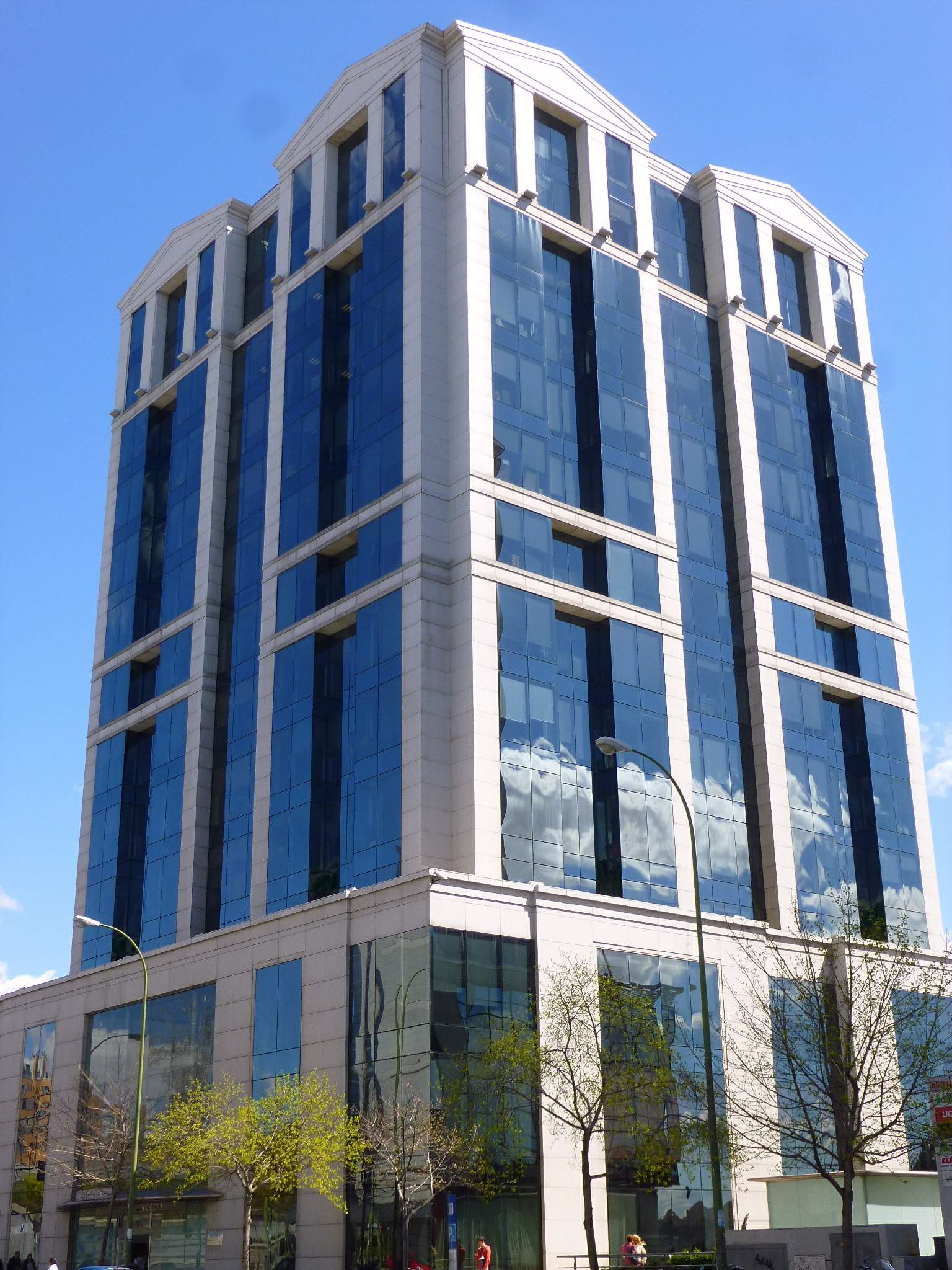
Torre Suecia, Madrid
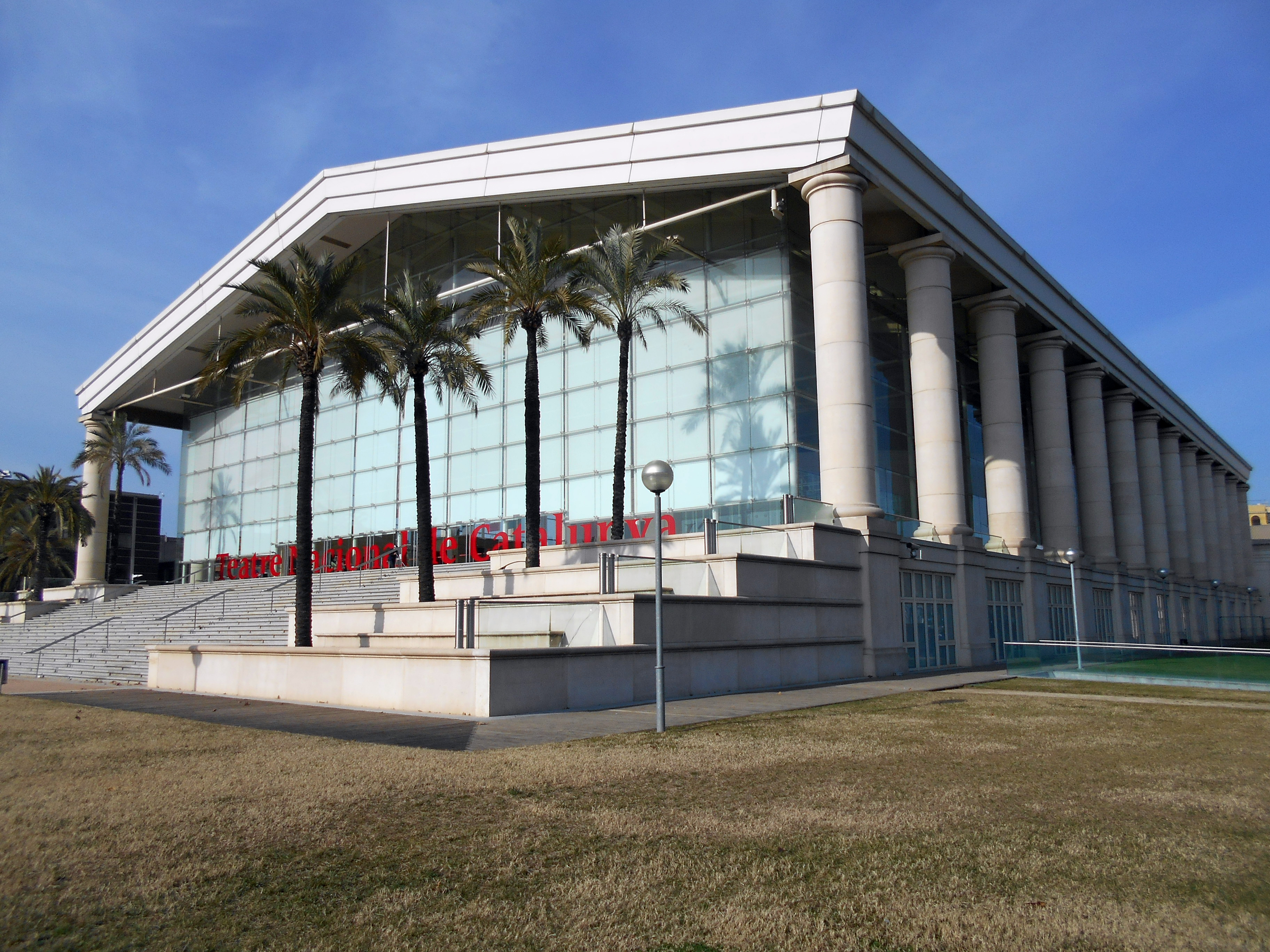
Teatre Nacional de Catalunya, Barcelona
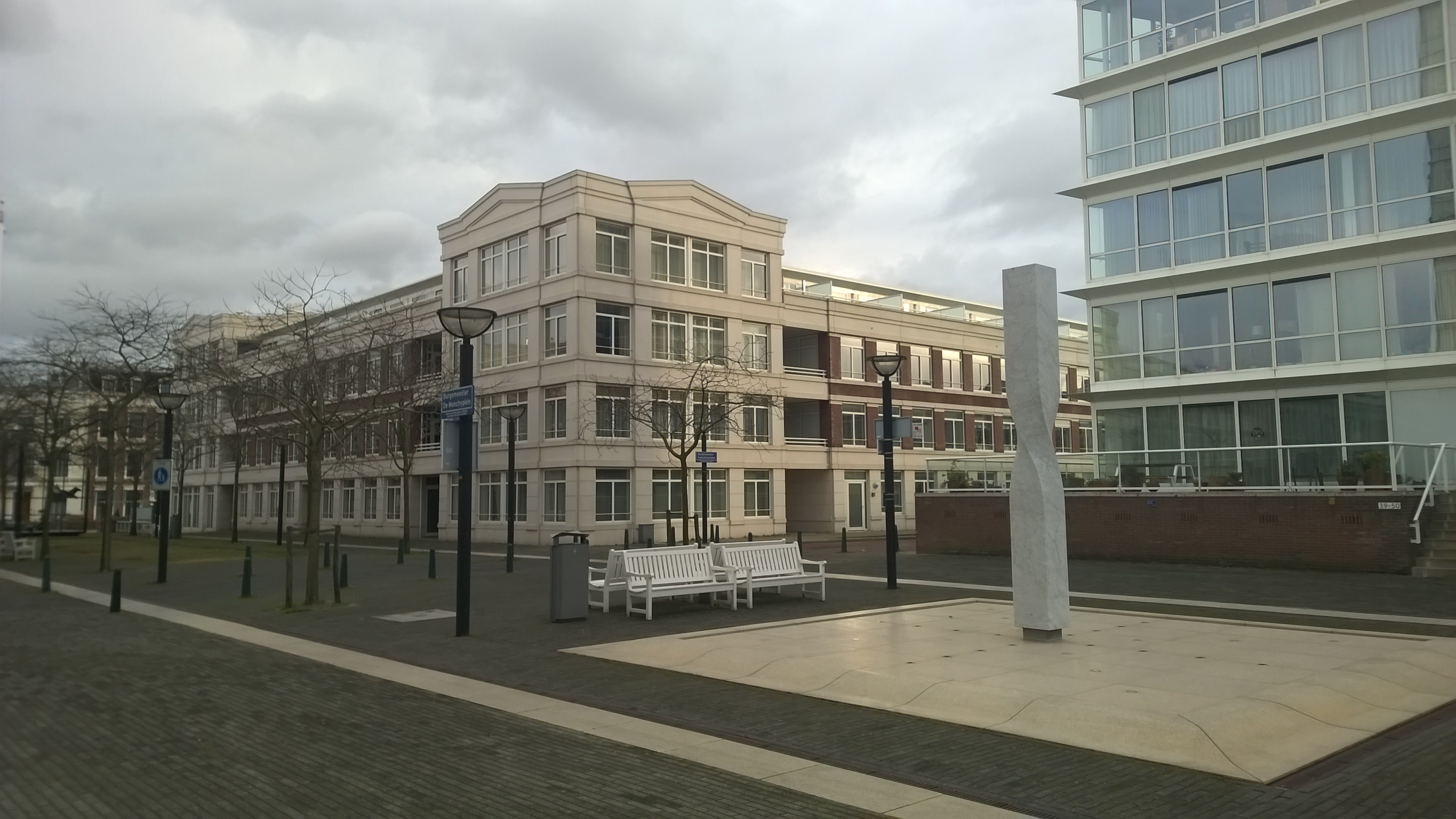
Burgemeester De Monchyplein, Den Haag
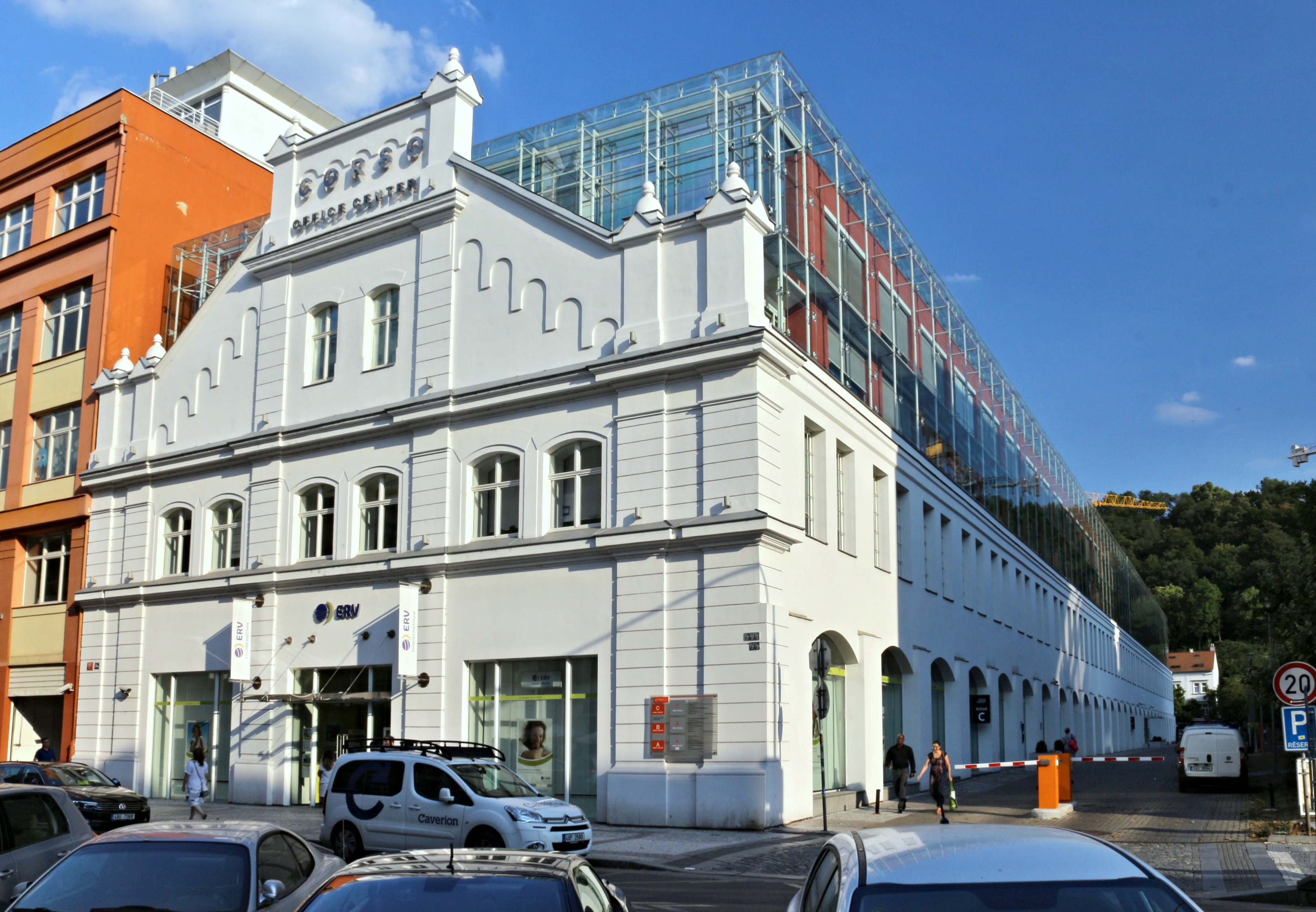
Corso Karlín, Praag

## Erkenning
- Premi Ciutat de Barcelona voor de transformatie van de cementfabriek (1980)[1]
- Creu de Sant Jordi (1993)[4]